# Соня Хайс
Соня Хайс (на немски: Sonja Heiss) е германска режисьорка, сценаристка и писателка на произведения в жанра драма и любовен роман.

## Биография и творчество
Соня Хайс е родена през 1976 г. в Мюнхен, Германия.
В периода 1998 – 2004 г. работи като кастинг директор в рекламата. През 2003 г. сама започва да режисира реклами. Едновременно, в периода 1998 – 2006 г., следва кинорежисура в Университета за телевизия и филми в Мюнхен. Стипендиантка е на „Вила Аурора“ в Лос Анджелис. От 2005 до 2011 г. заедно с режисьора Ян Бони работи като дуо „Sonny & Bonny“.
След дипломирането си работи като кастинг режисьор и помощник-режисьор по реклами и студии във филмовата и телевизионна академия в Мюнхен. Филмът ѝ „Карма Каубой“ е показан на редица международни фестивали и получава наградата „Regards Neufs“ на филмовия фестивал в Нион и наградата за баварски документален филм „Младият лъв“. Късометражният ѝ филм „Кристине оне Кауфман“ печели наградата на филмовата агенция за млад режисьор.
Първият ѝ пълнометражен филм „Hotel Very Welcome“ от 2007 г., с който завършва академията, също получава множество отличия – наградата за дебют на Берлинале 2007, наградата на публиката и специална награда от журито на Фестивала на немските филми в Манхайм, наградата „Cinédécouvertes“ на Европейския филмов фестивал в Брюксел.
Първата ѝ книга, сборникът с разкази „Кратък миг на щастие“, е издадена през 2011 г. Сборникът съдържа десет кратки разказа за млади жени, откровени, устати и без задръжки, които нямат свое семейство и непрекъснато търсят щастието си.
Първият ѝ роман „Римини“ е издаден през 2017 г.
Соня Хайс живее със семейството си в Берлин.

## Произведения

### Филмография
Като режисьор и сценарист
- 1999 Schnell und Sauber – късометражен
- 2001 Was is denn los Michi? – късометражен
- 2002 Karma Cowboy – документален, с Ванеса ван Хутен
- 2004 Christina ohne Kaufmann – късометражен
- 2006 Berliner Flughäfen Slowmotion – късометражен
- 2007 Hotel Very Welcome
- 2015 Hedi Schneider steckt fest

### Книги
- Das Glück geht aus (2011) – сборник разкази
Кратък миг на щастие, изд.: „Сиела“, София (2014), прев. Величка Стефанова
- Rimini (2017)